# Einvaux
Einvaux település Franciaországban, Meurthe-et-Moselle megyében. Lakosainak száma 350 fő (2022. január 1.). Einvaux Brémoncourt, Clayeures, Froville, Lamath, Landécourt és Méhoncourt községekkel határos.

## Népesség
A település népességének változása:
| Lakosok száma | 309  | 254  | 284  | 314  | 327  | 341  | 363  | 370  | 373  | 350  |
|               | 1968 | 1982 | 1990 | 2006 | 2013 | 2015 | 2017 | 2019 | 2020 | 2022 |